# Stonogobiops nematodes
Stonogobiops nematodes (лат.) — вид лучепёрых рыб семейства бычковых. Распространены в Индийском океане и западной части Тихого океана.

## Описание
Максимальная длина тела 6 см. Узкое и длинное тело окрашено в серебристо-белый с четырьмя скошенными коричневыми полосами. Голова ярко-жёлтая, а коричневый первый луч спинного плавника сильно удлинён и заострён.